# 김준표
김준표(1991년 ~ )는 대한민국의 배우이다.

## 출연작

### 영화
- 《옥상》 (2017년) - 형 역

### 드라마 & 시트콤
- 《너의 등짝에 스매싱》 (2018년, TV조선)
- 《이번 생은 처음이라》 (2017년, tvN)
- 《마음의 소리》 (2016년, KBS2) - 배달원 역
- 《KBS 드라마 스페셜 - 전설의 셔틀》 (2016년, KBS2) - 김준표 역

### 뮤직비디오
- 와썹 - 칼라 TV
- 써니힐 - 집으로 가는 길